# Fallbach (Kinzig)
Der Fallbach ist ein gut vierundzwanzig Kilometer langer rechtsseitiger und nordöstlicher Zufluss der Kinzig im Main-Kinzig-Kreis in Hessen. Im regionalen Sprachgebrauch wird dem Bach oft ein weiblicher Artikel vorangestellt, er wird also „die Fallbach“ genannt.

## Name
Der Unterlauf wird 793 als Surdafalacha (lat. surda ='die Taube') erstmals urkundlich genannt. Das Grundwort bildet hier -aha mit der Bedeutung 'Fließgewässer' und das Bestimmungswort stammt vom ahd. Wort falo für 'fahl' ab. Die Benennung erfolgte demzufolge nach der Farbe des Wassers.

## Geographie

### Verlauf
Der Fallbach entspringt am Fuße des südwestlichen Büdinger Waldes, östlich von Büdingen-Vonhausen, direkt an der Bundesstraße 457. Er durchfließt das Ronneburger Hügelland unterhalb der namensgebenden Burg. Bei Erlensee-Langendiebach wird zeitweise ein Teil seines Wassers über den Landwehrbach der Kinzig bei Rückingen zugeführt. Am nördlichen Stadtrand von Hanau fließt dem Fallbach der Krebsbach zu. Der Fallbach durchfließt Hanau in südlicher Richtung und mündet schließlich in die Kinzig.

### Einzugsgebiet
Das 126,71 km² große Einzugsgebiet des Fallbachs liegt im Büdingen-Meerholzer Hügelland und in der Untermainebene und wird über die Kinzig, den Main und den Rhein zur Nordsee entwässert.
Es grenzt
- im Osten an das der Gründau, die in die Kinzig mündet
- im Südwesten an das des Braubach, der in den Main mündet
- im Westen an das des Braubachzuflusses Säulbach
- im Nordwesten an das der Nidder, die in den Mainzufluss Nidda mündet
- im Norden an das des Nidderzuflusses Seemenbach

### Zuflüsse und Abzweigungen

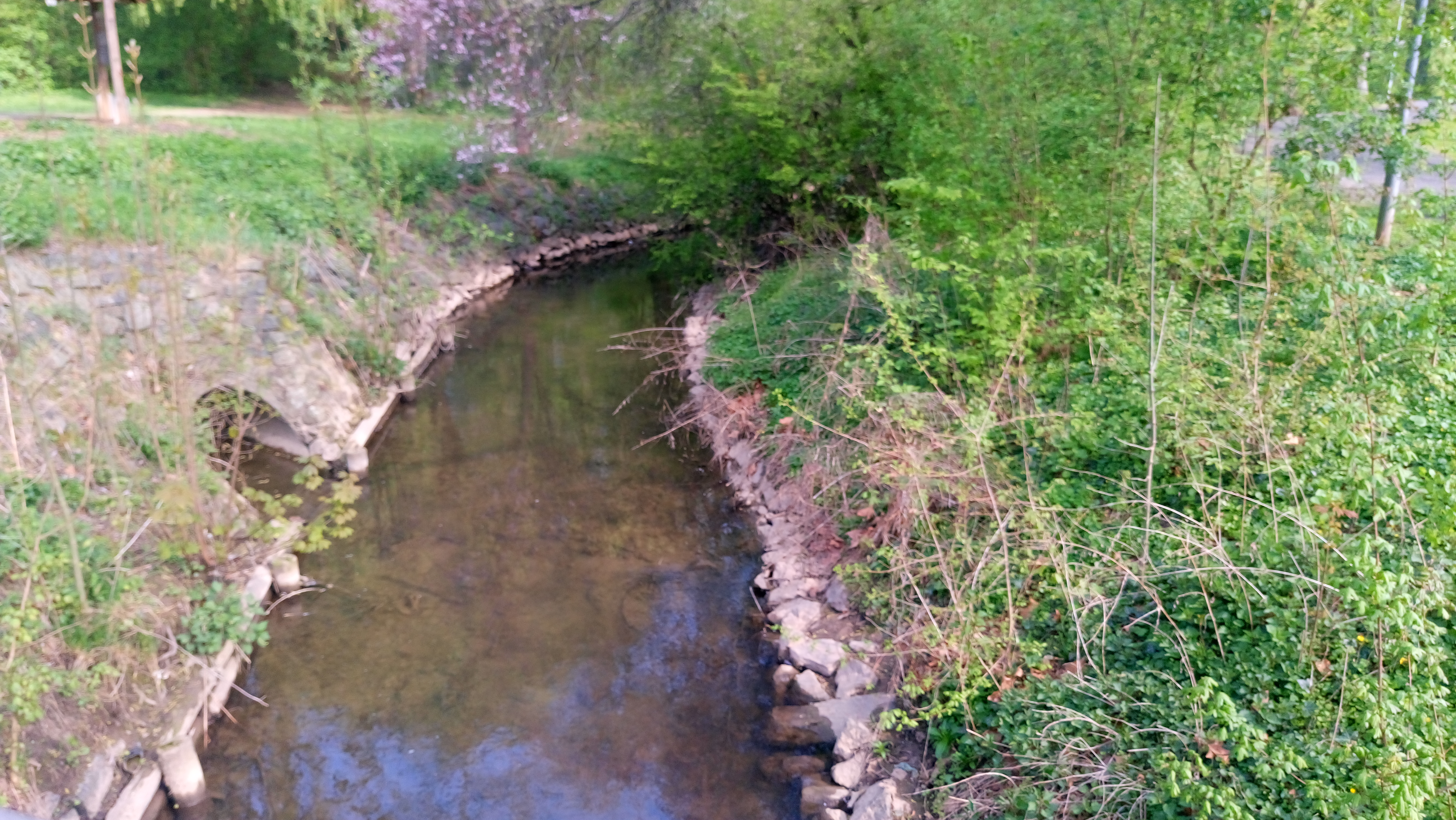
Der Krebsbach

- Michelsgrundgraben[6] [GKZ 24788132] (rechts), 0,9 km
- Kuhbodengraben[6] (links), 1,1 km[7]
- Sauweidegraben[6] [GKZ 24788134] (rechts), 1,5 km
- Schloßwiesengraben[6] [GKZ 24788136] (links), 0,7 km

- Taubersbach[6] (rechts), 1,3 km[7]
- Weiersgraben[6] (rechts), 0,4 km[7]
- Bohnebach[8] [GKZ 247881714] (rechts), 1,0 km
- Eckenbach (rechts), 0,8 km
- Rübschichbach (rechts), 2,0 km
- Landwehr-Bach[9] (linke Abzweigung), 2,5 km
- Krebsbach (rechts), 25,0 km

### Flusssystem Kinzig
- Liste der Fließgewässer im Flusssystem Kinzig (Main)

### Ortschaften
Der Fallbach durchfließt folgende Ortschaften:
- Büdingen-Vonhausen
- Büdingen-Diebach a. H.
- Ronneburg-Altwiedermus
- Ronneburg-Neuwiedermuß
- Ronneburg-Hüttengesäß
- Langenselbold-Hinserdorf
- Neuberg-Ravolzhausen
- Erlensee-Langendiebach
- Hanau

## Daten und Charakter
Der Fallbach ist ein feinmaterialreicher, silikatischer Mittelgebirgsbach. Sein oberirdisches
Einzugsgebiet umfasst ein Gebiet von 126,7 km².
Der Ober- und Mittellauf hat ein leicht bewegtes Relief und wird durch Felder, Wiesen- und Weidelandschaften bestimmt. Im Unterlauf durchfließt er einen städtischen Verdichtungsraum mit relativ ebenen Flächen. Sein Mittlerer Abfluss (MQ) beträgt 559,2 l/s.